# Porte d'Arles

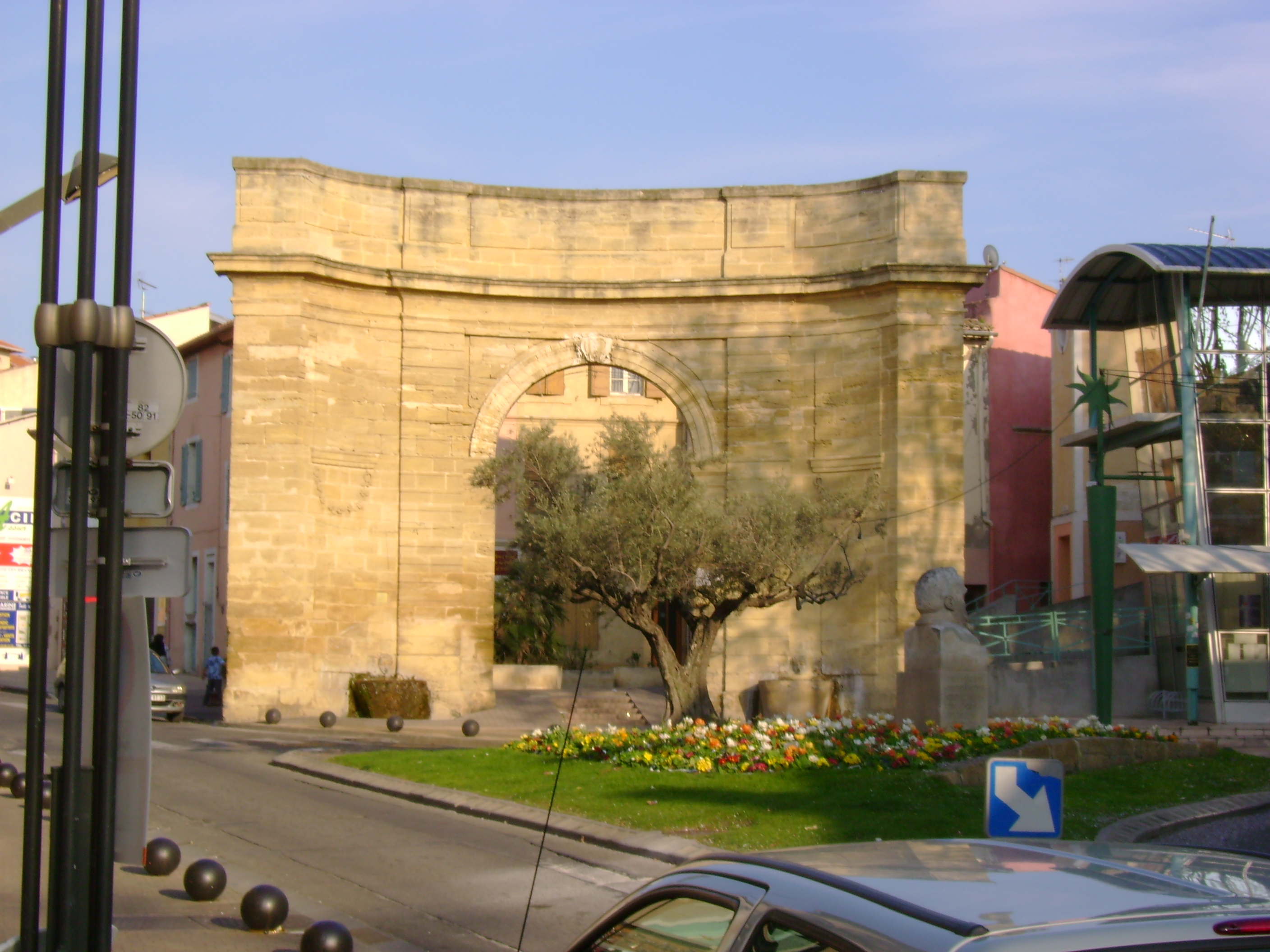
Porte d'Arles

De Porte d'Arles, ook Portail d'Arles of Porte Saint Éloi, is een 18e-eeuwse monumentale poort in de Franse stad Istres.
De poort werd gebouwd tussen 1771 en 1773 op de plaats van de vervallen noordelijke stadspoort van de stadsmuur van Istres. Hiervoor werd gebruik gemaakt van natuursteen uit een plaatselijke steengroeve. De classicistische poort heeft een licht gebogen grondplan en bestaat uit een enkele boog die rust op twee pilaren. De sluitsteen is versierd in Lodewijk XV-stijl. De bovenzijde van de poort is bekroond met een doorlopende kroonlijst.
De binnenzijde van de poort is versierd met twee gebeeldhouwde bloemenslingers en hier is een tekst aangebracht: "Tous les citoyens habitant la même". Deze onvolledige zin komt overeen met een tekst aangebracht op het stadhuis van Marseille, die wel volledig is: "Tous les citoyens habitant la même cité, sont garants civilement des attentats commis contre les personnes et les biens". Deze tekst werd aangebracht na de Franse Revolutie.
De poort, gelegen tussen de Boulevard Frédéric Mistral en de Allée Jean Jaurès, lanen die het parcours van de vroegere stadsmuur volgen, is beschermd als historisch monument in 1930.